# 727 Nipponia
727 Nipponia је астероид главног астероидног појаса. Приближан пречник астероида је 32,17 ,
а средња удаљеност астероида од Сунца износи 2,566 астрономских јединица (АЈ).
Инклинација (нагиб) орбите у односу на раван еклиптике је 15,061 степени, а орбитални период износи 1501,693 дана (4,111 године). Ексцентрицитет орбите астероида износи 0,104.
Апсолутна магнитуда астероида износи 9,62 а геометријски албедо 0,242.
Астероид је откривен 11. фебруара 1912. године.